# Mirmo Zibang!
Mirmo de Pon! (ミルモでポン!, Mirumo de Pon!), conhecido no Brasil como Mirmo Zibang! e em Portugal como Mirmo! é uma série de mangá escrita por Hiromu Shinozuka e publicada na revista Ciao entre julho de 2001 e dezembro de 2005. Possui 12 volumes tankōbon lançados pela Shogakukan. A série ganhou o Prêmio de Mangá Kōdansha de 2003 e o Prêmio de Mangá Shogakukan de 2004, ambos na categoria kodomo.
Uma adaptação em anime, intitulada Wagamama Fairy: Mirumo de Pon! (わがまま☆フェアリー ミルモでポン!), foi produzida pelo Studio Hibari e foi ao ar no Japão na TV Tokyo entre 6 de abril de 2002 e 27 de setembro de 2005.

## História
Kaede Minami é uma estudante da oitava série bastante tímida, o que dificulta seu relacionamento com garotos. Um dia, voltando da escola, ela entra em uma loja misteriosa e compra uma caneca azul. Quando chega em casa, lê uma nota embaixo da caneca que diz: "Se você leu esta mensagem em voz alta e colocou chocolate quente na caneca, uma fada do amor ("muglox") aparecerá e realizará todos os seus desejos". Kaede segue as instruções e pede para namorar com Setsu Yuki, o garoto mais popular da classe. Então, uma fada do amor chamada Mirmo aparece. No começo,  Kaede fica apreensiva, porém depois percebe que ele era apenas um "muglox". Porém, Kaede descobre que Mirmo prefere comer chocolate e criar confusão ao invés de ajudá-la.

## Personagens

### Mugloxs
- Peta: O melhor amigo de Mirmo e colega de sala que frequentemente se sente magoado facilmente. Adora comer rosquinhas. Ele sempre é visto com Bike. Está vestido em verde e branco. O seu instrumento mágico são os pratos (da bateria).
- Bike: O colega de sala de Mirmo, o muglox mais lindo no mundo Muglox. Ele é o namorado da Anna. Está vestido em castanho.O instrumento mágico dele é a corneta.
- Anna: A colega de sala de Mirmo, a fada mais inteligente na academia Muglox.Ela está vestida em rosa claro ou rosa violeta e usa óculos. Ela é a namorada do Bike.
- Raínha Sária: A rainha no mundo Muglox e mãe de Mirmo e Murumo. Ela ama muito o seu marido. É sempre vista com um sorriso e é muito preocupada com os outros. Mas quando ela fica zangada, libera uma energia tão poderosa que pode quase destruir o mundo. Ela, rapidamente, fica zangada com o seu marido toda vez que ele faz algo errado. O instrumento mágico dela é uma harpa.
- Rei Marumo: O rei do mundo Muglox e pai de Mirmo e Murumo. Ele tem as mesmas personalidades do seu filho Mirmo e frequentemente está discutindo com ele. O instrumento mágico dele é um largo tambor. Ele fica muito assustado toda vez que a sua esposa fica zangada.Ele fica bravo com Mirmo quando Mirmo diz que ele parece feio com o seu bigode. A sobremesa favorita do Rei Marumo é pudim.
- Sasuke: Um dos companheiros de Yashichi. Ele está vestido em roxo e é apaixonado por Yamane,porém ela gosta do Yashichi. O instrumento dele é um xilofone (na verdade ambos ele e Hanzo usam xilofones).
- Hanzo: Outro companheiro de Yashichi. Ele está vestido em verde.Ele parece ser o menos inteligente do trio, mas também tem poucas e únicas habilidades. Uma vez ele conseguia falar um feitiço. O instrumento dele é um xilofone.
- Gabin: Colega de sala de Mirmo, frequentemente está pensando só coisas negativas. Ele está vestido em roxo, preto e branco. O instrumento mágico dele é uma harmónica.
- Mambo': Colega de sala de Mirmo,sempre ficando magoado com seus amigos os quais o chamam de chato. Ele tem uma irmã mais velha. Ele também tem um skate. Ele está vestido em laranja, verde e vermelho. O instrumento mágico dele é uma concertina.

### Humanos
- Momo: A parceira humana de Yamane.Ela ama o Kaoru Matsutake.Ela vive em uma família muito rica e  trata Kaede como uma rival,sempre a chamando de "obasan" (velha dama).
- Azumi Hidaka: A rival no amor de Kaede em relação a Setsu. É a parceira humana de Yashichi, onde o mesmo é rival de Mirumo. Está sempre o obrigando a limpar seu quarto como se fosse seu empregado.
- Mizuki Hidaka: O irmão mais jovem de Azumi. Ele tem poucas aparições embora ambos vivam na mesma casa. Ele gosta de espiar a sua irmã para saber quais segredos ela tem. Ele também tem um pequeno time que acredita em coisas sobrenaturais e está frequentemente se rivalizando com outro time que acredita que tudo é a ciência.
- Etsumi Kido: A melhor amiga de Kaede. Embora seja a melhor amiga dela, Etsumi é totalmente inconsciente de que o mundo Muglox existe. Ela é apaixonada por Kanna.
- Kanna: Um aluno da classe de Kaede que está sempre brigando com Etsumi(por quem é apaixonado). Como Etsumi, ele também não consegue ver os Mugloxes. Kanna tem cabelo preto e olhos verdes.
- Saori: Uma aluna nova na classe de Kaede sua primeira aparição é no episódio 54. Aparentimente ela é fria e sem sentimentos (espirra sempre quando falam em amor) mas, ela é uma boa pessoa. Ela também é uma flautista com fama mundial. Mesmo não tendo um muglox ela consegue vê-los. Saori tem olhos azuis e cabelo rosa.No episódio 102 ela ganha uma parceira muglox chamada Akumi.
- Koichi: Aluno da classe de Kaede, ele é apaixonado por Kaede,mas logo depois se apaixona por Haruka;sua coampanheira muglox é a Popi.
- Haruka: Amiga de infância de Setsu, quando criança Haruka teve que mudar de cidade por problemas familiares, mas agora está de volta. Ela é uma ilustradora de mangá.Tem como parceiro um muglox fantasma chamado Panta.

## Dublagem brasileira
- Kaede Minami: Priscila Amorim
- Mirmo: Marisa Leal
- Setsu Yuki: Cristiano Torreão
- Azumi: Flávia Saddy
- Yashichi: Fernanda Baronne
- Kaoru Matsutake: José Leonardo
- Murumo: Ana Lúcia Menezes
- Sasuke: Christiane Monteiro
- Hanzo: Miriam Ficher
- Rei Marumo: Júlio Chaves[carece de fontes?]

## Dobragem portuguesa
- Mirmo: Sandra de Castro
- Rei Marumo: Rogério Jacques[carece de fontes?]

## Episódios
Primeira TemporadaWagamama Fairy Mirumo de Pon!
| Número | Título do Episódio                                   |
| ------ | ---------------------------------------------------- |
| 001    | Mirmo, o Muglox do amor, aparece                     |
| 002    | De Rirumo, com amor                                  |
| 003    | Ninja Yashichi entra em ação                         |
| 004    | A dieta mágica de Kaede                              |
| 005    | A grande aventura da pequena Kaede                   |
| 006    | Amor roubado?                                        |
| 007    | Eu conserto o amor!                                  |
| 008    | Mirmo vs. Murumo                                     |
| 009    | Kaoru, o rapaz descendente de uma família riquíssima |
| 010    | Quatro na disputa do amor                            |
| 011    | Papai está vindo, corre pra casa!                    |
| 012    | Rirumo, Mogu e...                                    |
| 013    | Dia de problema                                      |
| 014    | Mirmo reprovado!?                                    |
| 015    | Ih! A Gangue Warumo                                  |
| 016    | Kaede visita a terra de Mirmo!                       |
| 017    | Um presente da Tribo Gaia                            |
| 018    | É verão! É mar! Eu sou Kaoru!                        |
| 019    | Fogos, mágica e avô                                  |
| 020    | Mirmo entalado!                                      |
| 021    | Na mansão assombrada                                 |
| 022    | O primeiro amor de Yashichi                          |
| 023    | As previsões de Rirumo                               |
| 024    | Murumo com cárie                                     |
| 025    | Gangue Warumo ainda pior                             |
| 026    | Salve a pátria de Mirmo!                             |
| 027    | Vamos para a academia Muglox!                        |
| 028    | Atleta em dose dupla                                 |
| 029    | A data importante de Rirumo                          |
| 030    | O quê?! Mirmo na Gangue Warumo!                      |
| 031    | Oi, eu sou Kinta!                                    |
| 032    | Papii tira onda com Murumo                           |
| 033    | Adeus, Azumi!                                        |
| 034    | Momotaro em caçada ao demônio                        |
| 035    | Setsu, um astro do cinema?                           |
| 036    | Capturem Mirmo!                                      |
| 037    | Mirmo vs. Mirmo mecânico                             |
| 038    | Deixa com a gente, é!                                |
| 039    | Eu não sei o que é!                                  |
| 040    | Um pequeno incidente na neve                         |
| 041    | O jogo de tabuleiro Muglox                           |
| 042    | Tangerina e Kotatsu                                  |
| 043    | Kinta outra vez!                                     |
| 044    | Duendes em campo                                     |
| 045    | Otome e o chocolate do pânico                        |
| 046    | As três crianças da notícia                          |
| 047    | É mesmo?                                             |
| 048    | O caderno de desenho muglox                          |
| 049    | A batalha emocional de Kaoru!                        |
| 050    | Derrubando Mirmo do passado!                         |
| 051    | O Mundo Muglox congelado no tempo                    |
| 052    | Mexa-se, Aldeia Mirmo!                               |

Segunda TemporadaWagamama Fairy Mirumo de Pon! Golden
| Número | Título do Episódio                                  |
| ------ | --------------------------------------------------- |
| 053    | As maracas foram destruídas?                        |
| 054    | Saori,a misteriosa estudante de intercãmbio         |
| 055    | O irmão de Azumi?                                   |
| 056    | Conversa de bolo                                    |
| 057    | Uma flor pelo nome de Rirumu                        |
| 058    | O navio de Mirmo e Murumo                           |
| 059    | A gangue Warumo finalmente se separou?              |
| 060    | Coisas de Murumo                                    |
| 061    | Encontro perigoso                                   |
| 062    | Kinta e Ponta                                       |
| 063    | Sou Kabi, senhora!                                  |
| 064    | De qualquer jeito, é uma poderosa magia (1ª parte)  |
| 065    | De qualquer jeito, é uma poderosa magia (2ª parte)  |
| 066    | Só uma ou ambas?                                    |
| 067    | O/a culpado/a                                       |
| 068    | A grande irmã,Momo                                  |
| 069    | Amigos importantes                                  |
| 070    | Limitado com os animais                             |
| 071    | Perdoe-me                                           |
| 072    | Conheçam Yamane,por favor                           |
| 073    | Devemos nos retirar?                                |
| 074    | A busca de Bouchama e o mistério da espada Perapera |
| 075    | Protejam o esconderijo!                             |
| 076    | Vamos para a estação de TV!                         |
| 077    | A volta de Darkman                                  |
| 078    | Mirmo dourado?                                      |
| 079    | Olá,sou o Mirmo dourado!                            |
| 080    | Troca no jogo de carta das fadas                    |
| 081    | O jeito de fazermos amizade com as fadas            |
| 082    | O show das fadas                                    |
| 083    | Carga na carreira Wilderness                        |
| 084    | Shakebi selvagem                                    |
| 085    | Mirmo,a fada honesta?                               |
| 086    | Tragédia do grupo Kokanemochi                       |
| 087    | O ataque recebido                                   |
| 088    | Palito do relógio das fadas (1ª parte)              |
| 089    | Palito do relógio das fadas (2ª parte)              |
| 090    | A história da princesa Kaederela                    |
| 091    | Crianças Warumo, levantem-se!                       |
| 092    | Cozinhando durante meia hora com Rirumu e Akumi     |
| 093    | Muglox apaixonado                                   |
| 094    | Perigo na loja da Mimomo                            |
| 095    | Uma oferta da fada relâmpago M?                     |
| 096    | As fadas vão a uma viagem de Onsen. Devem ver!      |
| 097    | Um encontro de coração partido com Saori            |
| 098    | Amizade que se acabou                               |
| 099    | Uma música agradável e fedida                       |
| 100    | Meu nome é Dark                                     |
| 101    | Uma melodia que salvará o mundo                     |
| 102    | Adeus,Mirmo...ahh!=                                 |

Terceira TemporadaWagamama Fairy Mirumo de Pon! Wonderful
| Número | Título do Episódio                                           |
| ------ | ------------------------------------------------------------ |
| 103    | A aventura de Tako começa                                    |
| 104    | Realmente é o Carl                                           |
| 105    | Eu gosto do P man                                            |
| 106    | Nosso tesouro                                                |
| 107    | Não se pode quebrar a rocha                                  |
| 108    | Fada ninja! A batalha Garagara                               |
| 109    | A gangue Warumo é realmente má                               |
| 110    | Este jeito de amar, aquele jeito de amar                     |
| 111    | Batalha do cristal de Tako                                   |
| 112    | A seleção das fadas                                          |
| 113    | Corra, salte e logo, nade                                    |
| 114    | A meta de rasgar                                             |
| 115    | Como é o polvo?                                              |
| 116    | O amor de 14 anos de Etsumi                                  |
| 117    | Um concurso para buscar as crianças Warumo!                  |
| 118    | Baramo chegou?                                               |
| 119    | Akumi e Saori                                                |
| 120    | A legenda do Rorerai                                         |
| 121    | Não diga atrapalhado                                         |
| 122    | Piscina e melancia                                           |
| 123    | O bolo se desfaz                                             |
| 124    | Adeus, Setsu                                                 |
| 125    | Hirai e Hoshino! O duelo mais forte!                         |
| 126    | Gangue Yoimo, está bem!                                      |
| 127    | Coelhos dão medo                                             |
| 128    | A aldeia de Tako                                             |
| 129    | Kaede famosa?                                                |
| 130    | Está tudo preparado para Incho se tornar a cabeça do comitê? |
| 131    | Quero me tornar uma mulher                                   |
| 132    | É Afro! É Satoru! É P man                                    |
| 133    | Porque a gangue Warumo é realmente tão forte?                |
| 134    | Kinta, o guerreiro da tribo Kurumi?                          |
| 135    | O ladrão Papan                                               |
| 136    | Nascimento do príncipe Mirmo                                 |
| 137    | É realmente o nascimento do príncipe Mirmo?                  |
| 138    | Jornada para o oeste                                         |
| 139    | O segredo de Tako                                            |
| 140    | Conheça a TV ninja                                           |
| 141    | Murumo e o bebê voador                                       |
| 142    | Eu sou Bleach                                                |
| 143    | F.D.C contra K.T.C                                           |
| 144    | A gangue Warumo se apaixonou                                 |
| 145    | Busca pelo último cristal                                    |
| 146    | Choque! Os sete treinos                                      |
| 147    | O passado de Tako                                            |
| 148    | O perigo na Terra do Cristal                                 |
| 149    | Buraco de Azase!                                             |
| 150    | Kumocho para sempre                                          |

Quarta TemporadaWagamama Fairy Mirumo de Pon! Charming
| Número | Título do Episódio                            |
| ------ | --------------------------------------------- |
| 151    | Separação, reunião, um novo término da escola |
| 152    | Discutindo na loja do amor                    |
| 153    | Me ensine as forças do amor                   |
| 154    | O espírito da fada falecida,Panta             |
| 155    | A ideia negra no estômago                     |
| 156    | O amor de Lavender                            |
| 157    | O amor de Lavender (edição dos Mugloxes)      |
| 158    | Setsu e Haruka                                |
| 159    | O parceiro de Tako e Panta                    |
| 160    | Contra-ataque do Matsutake                    |
| 161    | Guerra de garotas! Um grande conflito confuso |
| 162    | É os espíritos! A gangue Warumo               |
| 163    | Método para desenhar um mangá de comédia!     |
| 164    | Celebração do verão! Grande batalha decisiva  |
| 165    | Uma batalha de amor entre Setsu e Koichi      |
| 166    | O tormento do amor que desespera...           |
| 167    | O aumento do amor que sacode                  |
| 168    | Kaede Minami, trabalhe duro!                  |
| 169    | Resgataremos Panta!                           |
| 170    | Decisão de cada um!                           |
| 171    | Mirmo se vai, o desejo de Kaede!              |
| 172    | Vamos todos dizer: Mirmo Zibang               |